# Unité mixte de recherche
 (novembre 2021).
L'unité mixte de recherche (UMR) est la « brique de base » de l'organisation de la recherche scientifique en France. Elle dispose de lignes budgétaires propres, de personnel affecté par les partenaires (CNRS, université…). C'est son directeur, entouré d'un conseil de laboratoire, qui définit sa stratégie de recherche. Elle est évaluée tous les cinq ans par le Haut Conseil de l'évaluation de la recherche et de l'enseignement supérieur.
Le CNRS maintient à jour la liste des UMR dont il est partenaire. Elles étaient 826 en février 2012,. 
Une unité mixte de recherche est créée par la signature d'un contrat d'association entre, d'une part, un laboratoire de recherche d'un établissement d'enseignement supérieur (notamment universitaire) ou d'un organisme de recherche, et, d'autre part, le CNRS, ou des organismes similaires
.
Une unité mixte de recherche est généralement créée au début du contrat de l'université ou de l'établissement d'enseignement supérieur associé avec le ministère chargé de l'Enseignement supérieur. Sa durée est celle de ce contrat pluriannuel, autrefois quatre ans et désormais cinq ans depuis la loi du 22 juillet 2013[pas clair].
Le principe des UMR remonte à 1966, quand Pierre Jacquinot, directeur général du CNRS, crée les Laboratoires Associés au CNRS.

## Structures similaires
De telles structures existent également, sous des intitulés parfois différents, pour d'autres organismes publics civils de recherche en France :
- l'Institut national de la santé et de la recherche médicale (Inserm) ;
- l'Institut national de recherche pour l'agriculture, l'alimentation et l'environnement (INRAE), formé par fusion, en 2020, de l'INRA et de l'IRSTEA[6] ;
- le Centre de coopération internationale en recherche agronomique pour le développement (CIRAD) ;
- l'Institut de recherche pour le développement (IRD) ;
- l'Institut français de recherche pour l'exploitation de la mer (IFREMER) ;
- l'Institut Mines-Télécom, qui regroupe l'ancien Groupe des écoles des télécommunications et six Écoles des Mines ;
- l'Institut français des sciences et technologies des transports, de l'aménagement et des réseaux (Ifsttar).